# Michael Axelsson
Bengt Michael Axelsson, född 21 september 1976 i Högsbo, är en svensk regissör, filmproducent och manusförfattare.

## Filmografi

### Skådespelare
- 1997 – OP7
- 1997 – Vita lögner
- 1999 – Sherdil
- 2000 – Jalla! Jalla!
- 2001 – Sandarinernas sång
- 2005 – Drömmar
- 2006 – Testet
- 2013 – Last Wedding On Earth (Voice)
- 2016 – Momentum
- 2016 – Halfway to 70

### Regi och manus
- 1999 – Uteliggarn
- 2001 – Sug
- 2002 – Farväl
- 2005 – Drömmar
- 2012 – Mamma er en superhelt
- 2012 – Faces Of War
- 2013 – Last Wedding Om Earth
- 2014 – Optimisten
- 2014 – Stress
- 2014 – Tjenestemannen (Public Servant)
- 2016 – Jernbryllup
- 2016 – Melody Cramp

### Producent
- 2002 – Sug
- 2002 – Farväl
- 2005 – Drömmar
- 2012 – Faces Of War
- 2014 – Optimisten
- 2014 – Tjenestemannen